# 을미개혁
을미개혁(乙未改革)은 1895년 10월 8일(음력 8월 20일) 을미사변 직후부터 1896년 2월 11일(을미년 음력 12월 28일) 아관파천 직전까지 추진된 조선의 제도 개혁을 말한다.
제1·2차 갑오개혁을 주도한 김홍집이 내각의 수반이었고 갑오개혁의 연장선에 있다고 보아 제3차 갑오개혁이라고도 한다. 을미개혁은 명성황후가 시해되었던 을미사변 직후에 추진되었고 친일 개화파 세력들이 내각을 구성하여 주도한 개혁으로, 3차에 걸친 갑오개혁들 가운데 가장 친일적 성향이 짙었다.

## 개혁 내용
- 태양력 사용: 1895년 음력 11월 16일의 다음날이 1896년 양력 1월 1일이 되었다.[2]
- 연호 건양: '건양'(建陽)이란 연호는 양력을 새로 세운다는 뜻이다.
- 종두법 시행
- 우체사 설치
- 소학교 설치
- 군제 개혁 : 친위대와 진위대를 설치하였다.
- 단발령

## 같이 보기
- 갑오개혁
- 교육조서
- 을미사변
- 아관파천
- 김홍집